# Lechów (Sainte-Croix)
Pour l’article homonyme, voir Lechów (Łódź).
Lechów est une localité polonaise de la gmina de Bieliny, située dans le powiat de Kielce en voïvodie de Sainte-Croix.